# Павле Бељански
Павле Бељански (Велико Градиште, 19. јун 1892 — Београд, 14. јул 1965) био је српски дипломата и колекционар. Народу је завештао Спомен-збирку Павла Бељанског.

## Биографија
После завршене Прве београдске гимназије 1910. године уписао је Правни факултет у Београду. Апсолвирао је права 1914. и по објављивању рата ступа у Ђачки батаљон. Током 1915. са војском одступа преко Албаније. После ослобађања од војне обавезе 1916. године наставља студије права на Сорбони у Паризу где је 1917. дипломирао као правник дипломатско-конзуларне струке. Године 1918. магистрира на истом факултету и пријављује докторат. Међутим, 1919. године прекида студије због намештења на прву дипломатску дужност у Краљевском посланству у Стокхолму. Дипломатска каријера га затим води у Берлин (1920), Варшаву (1922) и Беч (1923-1925) када одлучује да почне да прикупља уметничка дела српских аутора. У Београду борави између 1925. и 1929. године када је премештен у Париз где се налази до 1931. После боравка у Београду 1935. постављен је у Краљевском посланству у Риму. Године 1940. враћа се у Београд када је пензионисан 1941.
24. септембра 1944. године немачки авион је бомбардовао Свилајнац. Међу погинулима је и седморо најближих рођака Бељанског.
У дипломатску службу је враћен 1945. и поново пензионисан 1958. године.
Готово целог живота је сакупљао уметничка дела. Непосредно после Првог светског рата почео је да прикупља уметничка дела иностраних мајстора, али је убрзо видео да је то позамашни захват, који је напустио 1923. године. Тада се окренуо сакупљању дела српских уметника. Данас Колекција има 185 дела 37 аутора - слика, скулптура и таписерија са најзначајнијим делима од почетка 20. века до седме деценије.
Носилац је великог броја домаћих и страних одликовања од којих су најзначајнија Орден Легије части (1927), Орден Белог орла (1928), Орден Светог Саве (1939), Орден Југословенске заставе (1954), белгијски Орден Леополда IV степена и Орден Италијанске круне II степена.